# Плутонийиндий
Плутонийиндий — бинарное неорганическое соединение
плутония и индия
с формулой InPu,
кристаллы.

## Получение
- Сплавление стехиометрических количеств чистых веществ:

{\displaystyle {\mathsf {Pu+In\ {\xrightarrow {1145^{o}C}}\ InPu}}}

## Физические свойства
Плутонийиндий образует кристаллы
тетрагональной сингонии,
пространственная группа P 4/mmm,
параметры ячейки a = 0,4811 нм, c = 0,4538 нм, Z = 2,
структура типа медьзолота AuCu
(по другим данным
параметры ячейки a = 0,338 нм, c = 0,455 нм, Z = 1)
.
Соединение конгруэнтно плавиться при температуре 1145°С.